# Франсуа Верґухт
Франсуа Верґухт (1887 — 20 століття) — бельгійський академічний веслувальник.
Срібний призер Олімпійських Ігор 1908 року в складі вісімки.
Чемпіон Європи 1906, 1907, 1908 років у складі вісімки.